# Via Giaffa

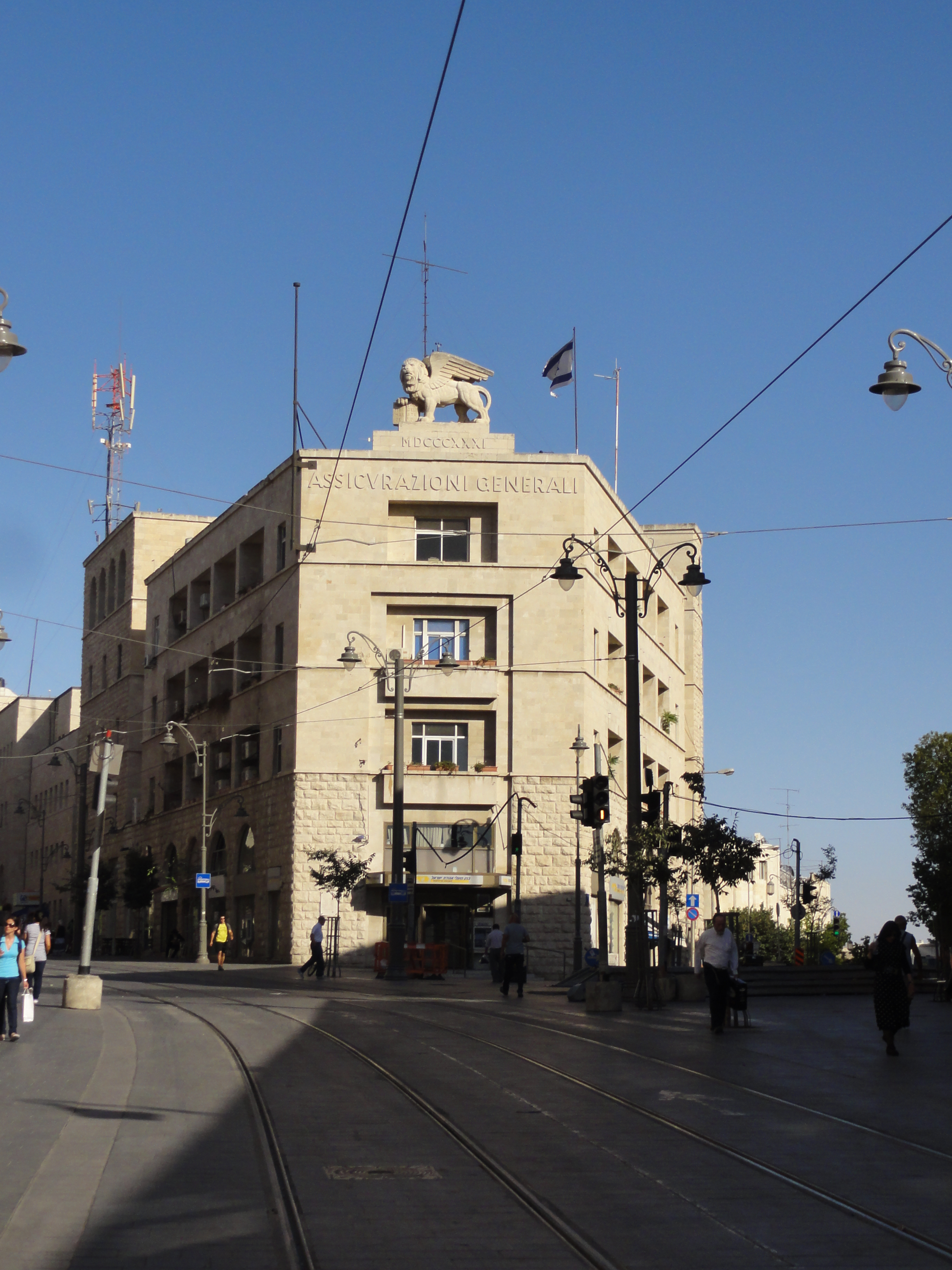
il Palazzo delle Generali in via Giaffa

La via Giaffa o, all'inglese, Jaffa Road (ebraico: רחוב יפו, Rehov Yaffo, in arabo شارع يافا‎?, Shāriʿ Yāfā) è una delle più lunghe e più importanti strade di Gerusalemme. 

## Storia

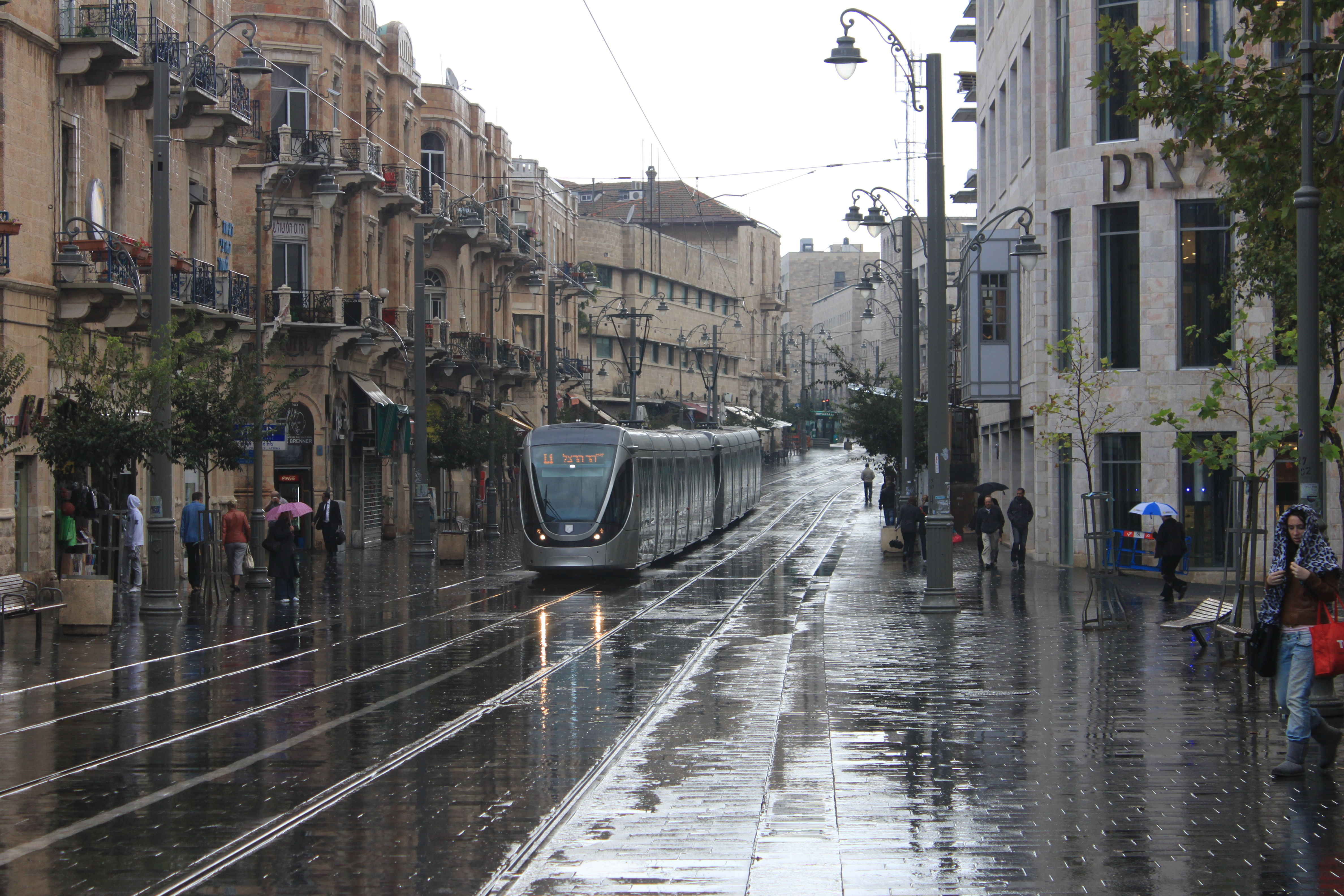
Un tratto di via Giaffa a Gerusalemme

Pavimentata fin dal 1861, in età ottomana essa attraversa la Città Santa da est a ovest, dalle mura della Città vecchia fino al centro di Gerusalemme, all'altezza della porta occidentale di Gerusalemme e dell'autostrada Gerusalemme-Tel Aviv.
Nel 1996 vi si sono verificati gli attentati sugli autobus in via Giaffa.

## Galleria d'immagini

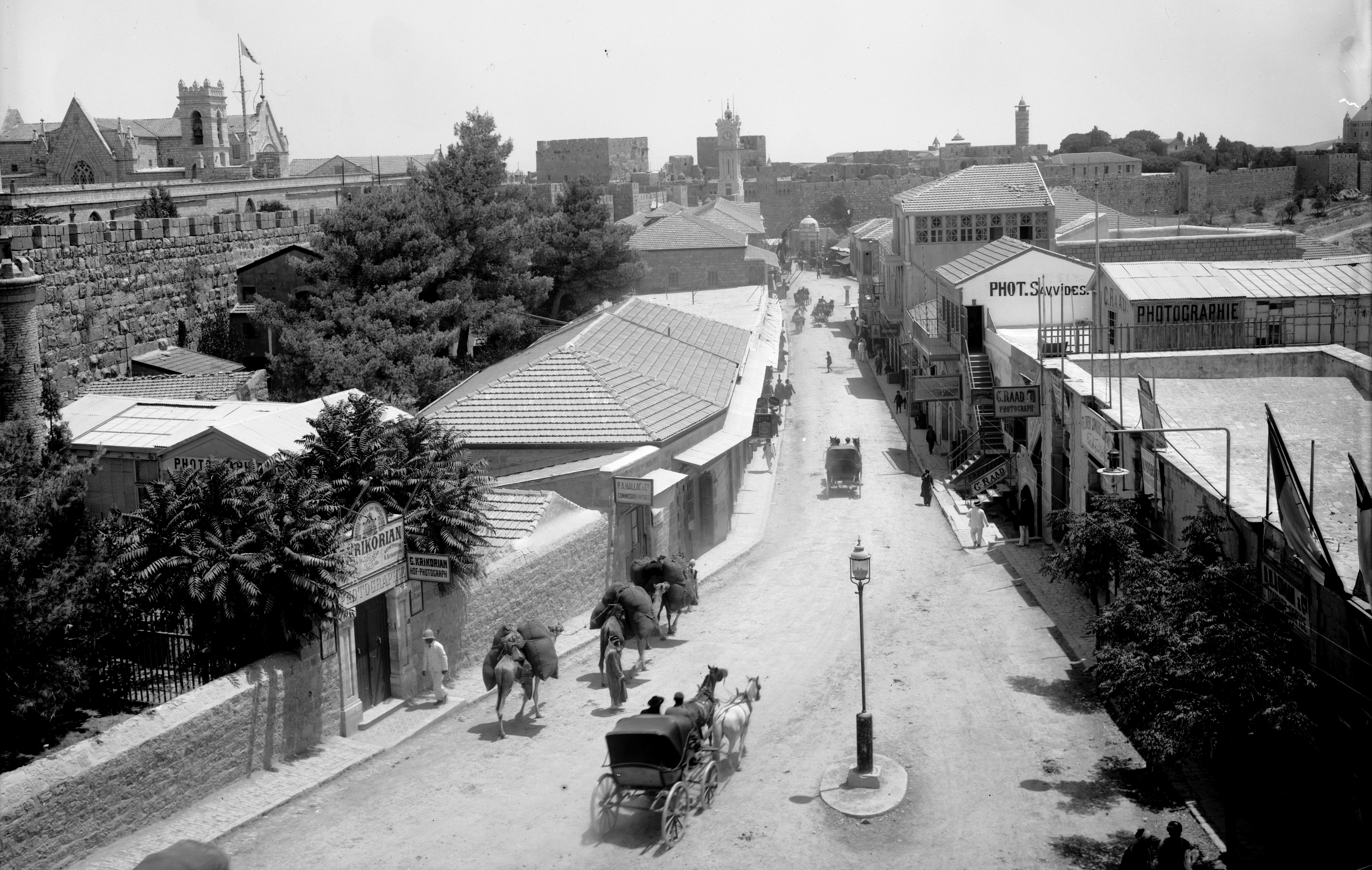
Via Giaffa tra il 1898 e il 1914
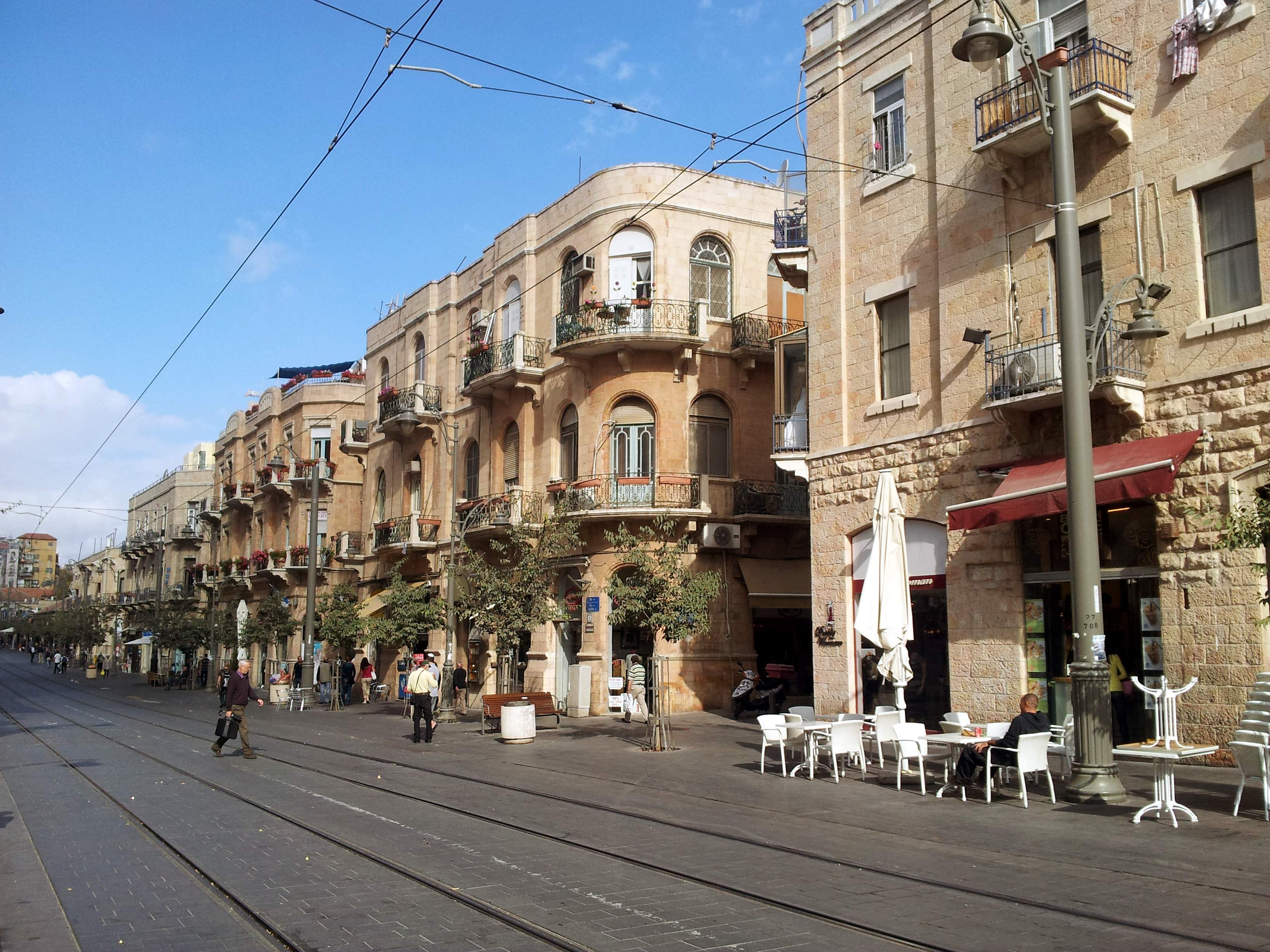
Via Giaffa oggi